# Górki (rejon mołodecki)
Górki (biał. Горкі, ros. Горки) – wieś na Białorusi, w obwodzie mińskim, w rejonie mołodeckim, w sielsowiecie Markowo.

## Historia
W czasach zaborów wieś w powiecie oszmiańskim, w granicach Imperium Rosyjskiego.
W latach 1921–1945 wieś leżała w Polsce, w województwie wileńskim, w powiecie oszmiańskim (od 1927 roku w powiecie mołodeckim), w gminie Bienica.
W 1931 w 24 domach zamieszkiwało 130 osób.
Wierni należeli do parafii rzymskokatolickiej w Bienicy i prawosławnej w Markowej. Miejscowość podlegała pod Sąd Grodzki w Mołodecznie i Okręgowy w Wilnie; właściwy urząd pocztowy mieścił się w Bienicy.